# Ångermanälven
Ångermanälven er en 462 km lang elv, som løber gennem det nordlige Sverige. Det er Sveriges tredjemest vandrige elv (500 m³/s) og har et afvandingsområde på 31.860 km².
Ångermanälvens kilder ligger ved Børgefjell på grænsen til Norge. To forskellige vandløb løber sammen nordvest for Sollefteå. Ved den nordlige ligger byerne Åsele og Vilhelmina som to af de større steder nær elven. Strömsund er en af de større byer ved Ångermanälvens søndre løb.
Den løber gennem Lappland, det nordlige Jämtland og Ångermanland og har mange store kraftværker. De vigtigste vandfald er Forsmoforsen, Nässundforsen og Granvågsforsen. Den munder ud i Den Botniske Bugt nord for Härnösand. 
De vigtigste bifloder er Vojmån, Fjällsjöälven og Faxälven. 
Nedstrøms Junsele (ned til havet) kaldes Ångermanälvens dal ofte for Ådalen. Nedenfor Nyland i Kramfors kommun danner Ångermanälven en lang, bred udmundingsvig med to kendte broer: Sandöbroen og Högakustenbroen.
I middelalderen kaldtes vandløbet i visse sammenhænge for Styrån efter Styresholms borg, som lå ved flodens nedre løb. Hele øvre Norrland styredes fra denne borg.

## Bifloder
Oversigten nedenfor går fra mundingen i havet op til kilderne. Kildevandløb betegnes med (*):
- - Kramforsån
    - Bodån*
    - Mjövattsån*

  - Bollstaån
    - Majaån*

  - Loån
    - Sjögarån*
    - Viättån*
      - Mångsån

  - Gålsjöån
  - Björkån
    - Oldsjöån

  - Sollefteån
    - Vallån*
    - Tunsjöån*

  - Faxälven
    - Långsjöån
      - Björssjöån*

    - Ledingsån
      - Finnån
        - Runån*
        - Källån*

    - Gröningsån
    - Gideån
      - Stensjöån
      - Jämtmyrån

    - Edslan
      - Björkån*

    - Valasjöån
    - Nässjöån
    - Lafsan
      - Lugnan*
        - Grytån
          - Kvarnbrännån*
            - Kängsjöån*
              - Isbillån*

        - Rensjöån
        - Vikån*

    - Frostan
    - Kvarnån
    - Länglingsån
    - Hostån
    - Nyfloån
    - Edsån
      - Tällån*
      - Renån*
        - Svanavattenån
        - Rusvattenån

    - Klövån
    - Allån
    - Jougdån
    - Ringsjöån
    - Fiskån
    - Dunnerån
    - Hällingsån
      - Tvärån
      - Avansbäcken

    - Muruån
      - Leivbakkelva

    - Blåsjöälven*
      - Bjurälven*
      - Lejarälven*

  - Mångmanån
    - Rötsjöån*
    - Gåsbäcken

  - Vigdan
    - Skäljån
    - Jansjöån*
      - Rävsjöån*
      - Ottsjöbäcken*

  - Fjällsjöälven
    - Vängelälven
      - Grytån
      - Regesjöån
        - Mörtsjöbäcken

      - Äxingsån
      - Malmån

    - Gransjöån
    - Stampån
    - Jansjöån
      - Grössjöån*

    - Kråkån
    - Nagasjöån
      - Hällvattenån*

    - Gessjöån
    - Hotingsån*
      - Flåsjöån*
        - Fånån*
        - Fallån*
        - Kvarnån*
          - Dammån*

        - Järilån*

      - Tåsjöälven*
        - Sjoutälven*
          - Guoutelejukke*
          - Trångmoån*
            - Gierkejukke

        - Saxälven*
          - Lillån
          - Dajmaån
          - Sannarån*

    - Röströmsälven*
      - Bäån
      - Staversån
      - Rensjöån
      - Djupån
      - Ormsjöån*
        - Långselån*
          - Gittsån
          - Stensjöbäcken
          - Korpån*

        - Bergvattenån*
          - Sallsjöån*
          - Fjällån*

  - Röån
    - Tarån
      - Sågbäcken
      - Valån

    - Ruskån*
    - Rinnån*

  - Kvarnån
  - Uman
    - Bysjöån*
      - Juvanån*
        - Tågån
        - Stugusjöån*
        - Kvarnån*

  - Kläppsjöbäcken
  - Kortingån
  - Tärnickån
    - Grossbäcken

  - Gulbäcken
  - Ässan
  - Kultran
  - Stavselån
    - Hedvattenbäcken

  - Sämsjöån
  - Holmträskån
  - Insjöån
    - Långvattenån*
      - Mesjöån*

  - Stamsjöån
    - Kvarnån
    - Lomsjöån
    - Avasjöån
      - Norrån*
      - Sörån*

  - Kvällån
  - Torvsjöån
  - Vojmån
    - Järvsjöån
    - Bäsksjöån
    - Gråtanån
    - Matskanån
    - Skikkibäcken
    - Dajkanån
    - Dalsån
      - Skansnäsån

    - Krutån
      - Girisån*

    - Grönån
    - Tvärån

  - Nästansjöån
    - Ängesbäcken*
      - Krokbäcken

    - Huvudsjöbäcken

  - Laxbäcken
  - Marsån
  - Satsån
  - Saxån
  - Ransarån*